# Santa Rita do Mutum (Mutum)
Santa Rita do Mutum é um distrito do município brasileiro de Mutum, no interior do estado de Minas Gerais. Segundo o censo demográfico de 2022, sua população era de 1 468 habitantes. Possui área de 151,76 km². Foi criado pela Lei Municipal Nº 1.063 de 27/08/2020